# José Bonifácio de Andrada e Silva
José Bonifácio de Andrada e Silva (13. června 1763 – 6. dubna 1838) byl brazilský přírodovědec, politik, pedagog a básník.
Patřil k nejdůležitějším podporovatelům brazilské nezávislosti. Prosazoval veřejné vzdělání a bojoval proti otroctví. Jako přírodovědec má zásluhu na objevu čtyř nových minerálů, nazván je po něm andradit.